# 荣哀状
荣哀状，是抗日战争胜利后，国民政府军事委员会从1945年11月按照《陆海空军抗战阵亡官兵荣哀证颁给办法》，“为使陆海空军官兵因抗战出力死事之光荣事迹永垂世范”，褒扬抗战忠魂、抚恤阵亡将士家属，给予阵亡将士颁发荣哀状，由国民政府主席蒋中正签发，颁发给在抗日战争中牺牲的将士的遗族的证书。

## 历史
1945年11月颁布了《陆海空军抗战阵(死)亡官兵荣哀证颁给办法》。由联勤总部抚恤处执行。
《陆海空军武功状给予办法》第二条规定了四种情况颁发荣哀状：

一、以因抗战阵亡者；
二、伤剧殒命者；
三、因公殒命者；
四、积劳病故者（战时服务著有成绩或生前授给勋奖者）

1940年枣宜会战中殉国的第三十三集团军上将总司令张自忠荣哀状编号就是“荣字第1号”。